# Tornei di tennis femminili nel 1906
Prima della nascita del WTA Tour, ossia l'apertura alle tenniste professioniste dei tornei che prima di quell'anno erano riservati alle tenniste dilettanti, tutti gli eventi più importanti erano amatoriali, tra questi c'erano i tornei del Grande Slam: gli Australasian Championships, il Campionato francese di tennis, il Torneo di Wimbledon e gli U.S. National Championships.

## Gennaio
Nessun evento

## Febbraio
Nessun evento

## Marzo
Nessun evento

## Aprile
Nessun evento

## Maggio
| Settimana | Torneo                                                      | Vincitore        | Finalista      | Semifinalisti | Eliminati ai quarti |
| --------- | ----------------------------------------------------------- | ---------------- | -------------- | ------------- | ------------------- |
| 2 maggio  | Tennis ai Giochi olimpici intermedi Atene, Grecia Singolare | Esmee Simiriotis | Sophia Marinou |               |                     |
| 2 maggio  | Tennis ai Giochi olimpici intermedi Atene, Grecia Singolare |                  |                |               |                     |

## Giugno
| Settimana | Torneo                                                              | Vincitore                                   | Finalista                 | Semifinalisti | Eliminati ai quarti |
| --------- | ------------------------------------------------------------------- | ------------------------------------------- | ------------------------- | ------------- | ------------------- |
| 16 giugno | Kent Championships 1906 Beckenham, Gran Bretagna Singolare - Doppio | Dorothea Douglass 6-3 2-2 ritiro            | Connie Wilson             |               |                     |
| 16 giugno | Kent Championships 1906 Beckenham, Gran Bretagna Singolare - Doppio |                                             |                           |               |                     |
| 25 giugno | U.S. National Championships 1906 Filadelfia, USA Singolare - Doppio | Helen Homans 6-4, 6-3                       | Maud Barger-Wallach       |               |                     |
| 25 giugno | U.S. National Championships 1906 Filadelfia, USA Singolare - Doppio | Ann Burdette Coe Ethel Bliss Platt 6-4, 6-4 | Helen Homans Clover Boldt |               |                     |

## Luglio
| Settimana | Torneo                                                       | Vincitore                  | Finalista  | Semifinalisti | Eliminati ai quarti |
| --------- | ------------------------------------------------------------ | -------------------------- | ---------- | ------------- | ------------------- |
| 1º luglio | Campionato francese di tennis 1906 Parigi, Francia Singolare | Kate Gillou Fenwick        | MacVeagh   |               |                     |
| 1º luglio | Campionato francese di tennis 1906 Parigi, Francia Singolare |                            |            |               |                     |
| 4 luglio  | Torneo di Wimbledon 1906 Londra, Gran Bretagna Singolare     | Dorothea Douglass 6-3, 9-7 | May Sutton |               |                     |
| 4 luglio  | Torneo di Wimbledon 1906 Londra, Gran Bretagna Singolare     |                            |            |               |                     |

## Agosto
| Settimana | Torneo                                                     | Vincitore                           | Finalista           | Semifinalisti | Eliminati ai quarti |
| --------- | ---------------------------------------------------------- | ----------------------------------- | ------------------- | ------------- | ------------------- |
| 17 agosto | Newport Casino Trophy 1906 Newport, USA Singolare - Doppio | Maud Barger-Wallach 6-2 6-4         | Edith Rotch         |               |                     |
| 17 agosto | Newport Casino Trophy 1906 Newport, USA Singolare - Doppio | Marion Fenno Eleonora Sears 6-4 9-7 | Agassiz Edith Rotch |               |                     |

## Settembre
| Settimana    | Torneo                                                              | Vincitore                                   | Finalista                     | Semifinalisti | Eliminati ai quarti |
| ------------ | ------------------------------------------------------------------- | ------------------------------------------- | ----------------------------- | ------------- | ------------------- |
| 8 settembre  | Tri-State Championships 1906 Cincinnati, USA Singolare - Doppio     | May Sutton 7-5 6-2                          | Florence Sutton               |               |                     |
| 8 settembre  | Tri-State Championships 1906 Cincinnati, USA Singolare - Doppio     | Marjorie Dodd May Sutton 6-3 3-6 6-3        | Lulah Belden Florence Sutton  |               |                     |
| 8 settembre  | Tri-State Championships 1906 Cincinnati, USA Singolare - Doppio     | Doppio misto: May Sutton A.C. Way 7-5 6-2   | Florence Sutton Josiah Belden |               |                     |
| 10 settembre | Pacific Coast Championships 1906 San Rafael, USA Singolare - Doppio | Hazel Hotchkiss 6-2 6-2                     | Gabriel Dobbins               |               |                     |
| 10 settembre | Pacific Coast Championships 1906 San Rafael, USA Singolare - Doppio | Hazel Hotchkiss Ethel Ratcliffe 6-4 6-4     | Ethel Bruce Gabrielle Dobbins |               |                     |
| 10 settembre | Pacific Coast Championships 1906 San Rafael, USA Singolare - Doppio | Doppio misto: Hazel Hotchkiss Charles Foley | Golda Myer George Janes       |               |                     |

## Ottobre
| Settimana  | Torneo                                                                | Vincitore                                   | Finalista  | Semifinalisti | Eliminati ai quarti |
| ---------- | --------------------------------------------------------------------- | ------------------------------------------- | ---------- | ------------- | ------------------- |
| 28 ottobre | Bay Counties Championships 1906 San Francisco, USA Singolare - Doppio | Hazel Hotchkiss 7-5 7-5                     | Golda Myer |               |                     |
| 28 ottobre | Bay Counties Championships 1906 San Francisco, USA Singolare - Doppio |                                             |            |               |                     |
| 28 ottobre | Bay Counties Championships 1906 San Francisco, USA Singolare - Doppio | Doppio misto: Lucy Powdrell Anthony Wilding |            |               |                     |

## Novembre
Nessun evento

## Dicembre
| Settimana   | Torneo                                                                        | Vincitore                                        | Finalista                   | Semifinalisti | Eliminati ai quarti |
| ----------- | ----------------------------------------------------------------------------- | ------------------------------------------------ | --------------------------- | ------------- | ------------------- |
| 26 dicembre | New Zealand Championships 1906 Christchurch, Nuova Zelanda Singolare - Doppio | Kathleen Mary Nunneley 6-2 6-0                   | Annie Kellet-Baker          |               |                     |
| 26 dicembre | New Zealand Championships 1906 Christchurch, Nuova Zelanda Singolare - Doppio | Annie Kellet-Baker Kate Nunneley 6-4 6-1         | Miss Campbell Lucy Powdrell |               |                     |
| 26 dicembre | New Zealand Championships 1906 Christchurch, Nuova Zelanda Singolare - Doppio | Doppio misto: Lucy Powdrell Tony Wilding 6-0 6-0 | Miss Gray Mr Goss           |               |                     |

## Senza data
| Settimana | Torneo                                                              | Vincitore      | Finalista                 | Semifinalisti | Eliminati ai quarti |
| --------- | ------------------------------------------------------------------- | -------------- | ------------------------- | ------------- | ------------------- |
|           | Engadine Championships 1906 St. Moritz, Svizzera Singolare - Doppio | Domini Elliadi | non conosciuta (bandiera) |               |                     |
|           | Engadine Championships 1906 St. Moritz, Svizzera Singolare - Doppio |                |                           |               |                     |